# 倪梁康
倪梁康 (1956年7月—)，江苏省南京市人，主要从事現象學、佛教哲學等方面的研究工作。2019年起，他出任浙江大学文科資深教授。倪梁康曾于1995年10月至1997年10月获德国洪堡基金会（Humboldt-Stiftung）研究基金，在德国乌泊塔尔大学哲学系随K. Held教授以及瑞士伯尔尼大学哲学系耿寧教授进行客座研究。

## 争议
2022年12月12日，瑞士广播电视集团旗下的《瑞士资讯》报导宣稱，倪梁康主持翻译的《共主观性的现象学》一书（2018年11月由商务印书馆出版，共三卷）以至整套《胡塞尔文集》中译本（包括《共主观性的现象学》，已出版的共17冊）并未经过该书的原版主编耿宁以及施普林格出版社的翻译及出版授权。耿宁聘请的瑞士律师事务所向商务印书馆提出要求销毁所有已出版的侵权书籍，并要求倪梁康公开道歉。
據報道與製作人劉怡所述，香港攝影團隊Insight Studios在2021-2022年7月間數次前往瑞士克拉蒂根採訪耿寧本人並拍攝紀錄片，取材期間製作人劉怡詢問耿寧與比利時鲁汶的胡塞尔档案馆館長Julia Jansen教授「該套文集是否有中文版譯本或其計劃？」，兩人均否認，劉怡稱在採訪結朿前在網路上發現該文本中文版《共主觀性的現象學》已於2018年11月由商務印書館出版，主編為倪梁康。耿寧稱，倪梁康於2019年到訪瑞士，住在耿寧家中，期間沒有提起翻譯事宜。
2022年10月商务印书馆致信耿宁表示编辑部门误以为此书已进入公共领域而引致重大失误，向耿宁真诚致歉，同意撤回《共主观性的现象学》所有未经授权的副本，支付律师费用，并为非法使用耿宁的知识产权而对他予以赔偿。
而倪梁康则反駁了對他的指控。他在答復《瑞士资讯》电话中說明“版权问题是出版社之间的问题，与我无关。所以出版社会出面道歉，我不会向耿宁道歉，我觉得耿宁应该向我道歉。”。而這一說法的原因在他隨後發表的聲明中得到了解釋。
倪梁康的聲明指出，《共主觀性的現象學》三卷中文本的譯者為王炳文，他本人為中譯本《胡塞爾文集》主編，文集之編者耿寧的名字與「編者導言」在書上均有標明，倪梁康也提供了書影為證。聲明也指出，耿寧一開始就知曉該三卷著作的中譯工作與譯者，而原計劃的簡本與全本過程耿寧均知情，還曾經提供過一個縮略版目錄。倪梁康並強調德文版《胡塞爾全集》著作權已進入公有領域，而雙方出版社於《胡塞爾全集》編著版權的問題與協商過程，他並不參與其中。
關於版權問題的爭議，也參豆瓣網相關文章的討論。